# Taokas
Die Taokas, auch Taukat (chinesisch: 道卡斯族 Dàokǎsī zú), sind ein taiwanisches Ureinwohnervolk im Norden der Insel Taiwan. Sie werden zu den Pingpu („Flachland-Völkern“) gezählt. Das heutige kulturelle Zentrum der Taokas ist der Ort Xingang im Landkreis Miaoli, wo Schätzungen zufolge im Jahr 2018 etwa 1800 Volksangehörige lebten. Weitere Taokas leben im zentraltaiwanischen Puli (Nantou).

## Geschichte
Das ursprüngliche Siedlungsgebiet der Taokas erstreckte sich entlang der westtaiwanischen Küste über das Gebiet der heutigen Landkreise Hsinchu und Miaoli sowie der Stadt Taichung.
Infolge sich verschärfender Konflikte zwischen Ureinwohnern und chinesischen Einwanderern während der Qing-Herrschaft über Taiwan beteiligten sich die Taokas in den Jahren 1731–1732 an einem Aufstand verbündeter Pingpu-Völker, der von den Behörden mit Härte niedergeschlagen wurde. Die Taokas wurden dezimiert und mit der Einwanderung einer immer größeren Zahl chinesischer Siedler in ihr Gebiet mit der Zeit verdrängt und assimiliert. Anfang des 19. Jahrhunderts folgten sie dem Beispiel anderer Pingpu-Völker und wichen nach Puli in Zentraltaiwan aus.

## Kultur

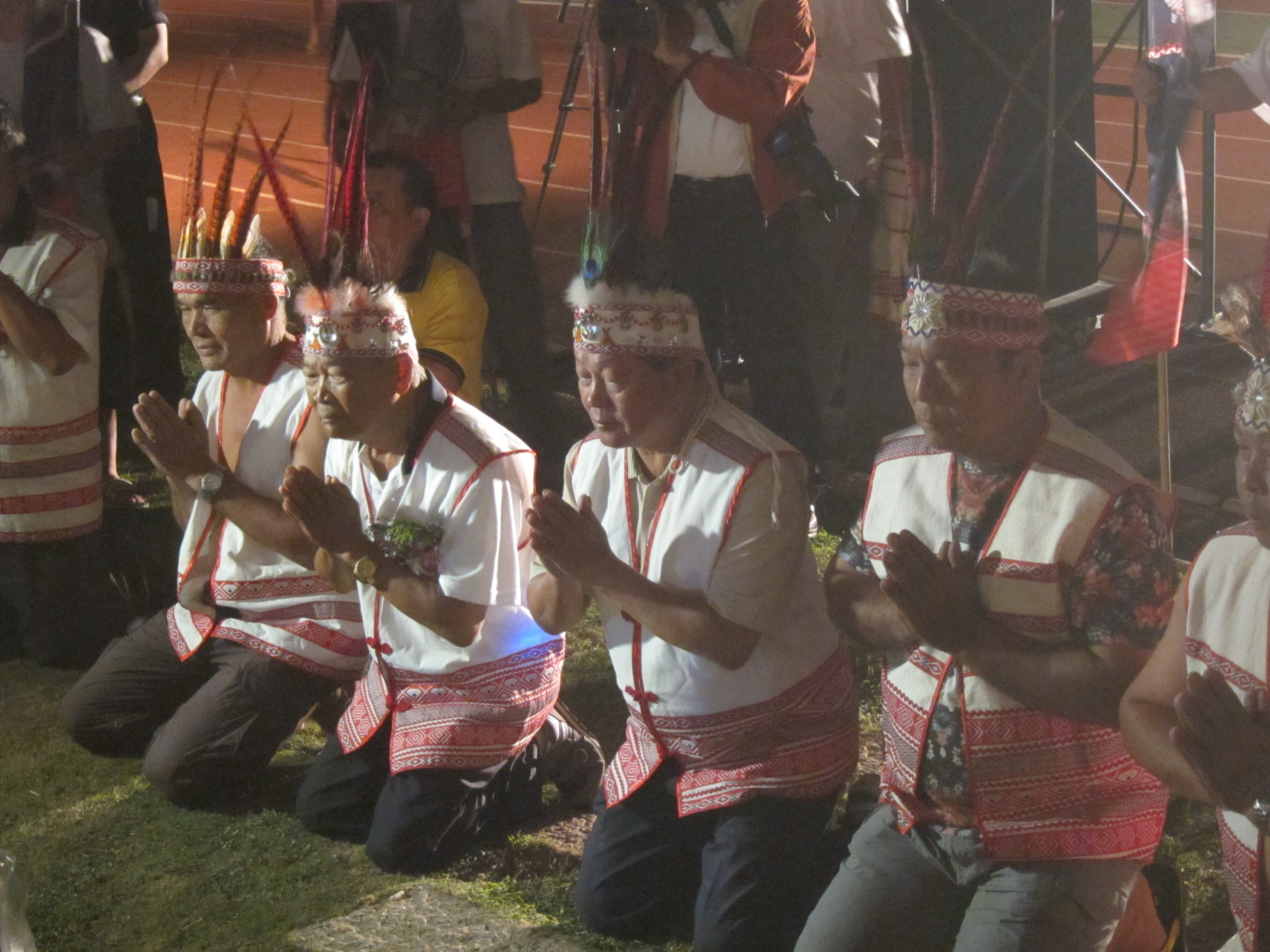
Taokas während des Erntefestes

Die Religion der Taokas ist von Ahnenverehrung geprägt. Das bedeutendste Fest im Jahr ist das Erntefest, das im siebten oder achten Monat des Lunarkalenders gefeiert wird. Es ist heute unter der taiwanischen Bezeichnung Khantian (牽田) bekannt. Mittelpunkt des Festes ist eın Tanz, an dem die gesamte Gemeinschaft teilnimmt, indem sich die Tänzer fortwährend abwechseln. Drei ausgewählte Tänzer tragen an langen Bambusstangen befestigte Fahnen auf dem Rücken, mit denen symbolisch die Ahnen zur Teilnahme eingeladen werden.
Die traditionelle Festkleidung der Taokas ist von weißer Grundfarbe, auf der vor allem bei Frauen rote Muster gezeichnet sind. Männer tragen runde lederne Hüte, die mit Geweihen oder Schwanzfedern von Vögeln geschmückt sind. Zum Tanz werden an der Kleidung Glöckchen angebracht, die mit den Bewegungen klingen.
Bei Eheschließungen kam es sowohl vor, dass der Mann in die Familie der Frau aufgenommen wurde, als auch umgekehrt.
Die Sprache der Taokas gehört wie alle Formosa-Sprachen zur austronesischen Sprachfamilie. Sie wurde im Lauf der Geschichte von den Sprachen der Mehrheitsgesellschaft Chinesisch, Hakka und Taiwanisch verdrängt und ist etwa Mitte des 20. Jahrhunderts ausgestorben. Heute wird sie jedoch rekonstruiert und unterrichtet, so dass es wieder Sprecher gibt.

## Gegenwart
Seit Ende des 20. Jahrhunderts begannen Taiwaner, die sich als Taokas identifizierten, mit der Rekonstruktion ihrer Kultur. Als Quellen dienen Materialien der Academia Sinica, der Nationaluniversität Taiwan, Aufzeichnungen japanischer Ethnologen aus der Zeit der japanischen Herrschaft über Taiwan (1895–1945) sowie die Erinnerungen älterer Volksangehöriger. Im Jahr 2002 wurde in Xingang (Gemeinde Houlong, Landkreis Miaoli) erstmals seit etwa 60 Jahren wieder das Erntefest gefeiert.
Am 3. Juli 2024 beantragten die Taokas beim Rat für indigene Völker (原住民族委員會) der taiwanischen Regierung (Exekutiv-Yuan) den Status eines offiziell anerkannten indigenen Volks der Republik China (Taiwan).